# گارد گرنادیر
گارد گرنادیر (انگلیسی: Grenadier Guards) ارشدترین هنگ پیاده‌نظام ارتش بریتانیا است که در صدر رتبه‌بندی پیاده‌نظام قرار دارد. ریشه شکل‌گیری این هنگ به سال ۱۶۵۶ برمی‌گردد، زمانی که هنگ لرد ونت‌ورث در بروژ برای محافظت از چارلز دوم تبعیدی تشکیل شد. در سال ۱۶۶۵ این هنگ با هنگ گارد جان راسل ترکیب شد تا هنگ فعلی را که به‌عنوان هنگ اول گارد پیاده شناخته می‌شود، تشکیل دهد. از آن زمان، این هنگ هم نقش تشریفاتی و حفاظتی و هم نقش عملیاتی را ایفا کرده است. در سال ۱۹۰۰ این هنگ کادری از پرسنل را برای تشکیل گارد ایرلندی فراهم کرد. در سال ۱۹۱۵ این هنگ همچنین پایه و اساس گارد ولزی را پس از تشکیل آنها فراهم کرد.
تاریخ اولیه این هنگ نشان می‌دهد که در درگیری‌های متعددی از جمله جنگ جانشینی اسپانیا، جنگ جانشینی اتریش، جنگ هفت ساله و جنگ‌های ناپلئونی شرکت داشته است. در پایان این دوره، این هنگ با اعلام سلطنتی، عنوان «گرنادیر» را دریافت کرد. در دوران ویکتوریا، این هنگ در جنگ کریمه، جنگ انگلیس و مصر، جنگ مهدیه و جنگ دوم بوئر شرکت داشت.
در طول جنگ جهانی اول، گارد گرنادیر از سه گردان به پنج گردان گسترش یافت که چهار گردان از آنها در جبهه غربی خدمت کردند، در حالی که بعداً در طول جنگ جهانی دوم، شش گردان افزایش یافت و چندین گردان به‌عنوان بخشی از لشکر زرهی گارد به یگان زرهی تبدیل شدند. این واحدها در فرانسه، شمال غربی اروپا، شمال آفریقا و ایتالیا جنگیدند.
پس از جنگ جهانی دوم، این هنگ ابتدا به سه گردان، سپس به دو گردان و در نهایت در اواسط دهه ۱۹۹۰ به یک گردان کاهش یافت. اعزام‌های عمده در این مدت شامل عملیات در فلسطین، مالایا، قبرس، ایرلند شمالی، جنگ خلیج فارس، افغانستان و عراق بوده است.